# Caproni Ca.148
Caproni Ca 148, italienskt transportflygplan från andra världskriget. Planet som hade en kapacitet av 18 passagerare var avsett för såväl civilt som militärt bruk. 
Ca 148 är en vidareutveckling av Ca 133, cockpiten flyttades fram en bit, kabindörren flyttades bakåt från sin position under vingen och landningsstället förstärktes.
Produktionen omfattade totalt 108 plan och några av dem överlevde kriget.